# PTTG1IP
PTTG1IP‏ (PTTG1 interacting protein) هوَ بروتين يُشَفر بواسطة جين PTTG1IP في الإنسان.